# Christy Turlington
Christy Nicole Turlington Burns (* 2. ledna 1969 Oakland, USA) je americká modelka, která se již čtyřicet let pohybuje v módním průmyslu, na přelomu 80. a 90. let se proslavila jako supermodelka a zdobila obálky časopisů od Vogue po Time. Objevila se na obálkách více než 500 časopisů a předváděla na molech předních světových módních domů, včetně Chanelu a Valentina. V roce 1989 a znovu roku 2014 byla tváří kampaně společnosti Calvin Klein na propagaci parfému Eternity  a zastupuje také značku Maybelline. V roce 2013 byla mezi ženami roku vyhlášenými časopisem Glamour a v roce 2014 ji časopisem Time zařadil na seznam 100 nejvlivnějších lidí světa.
Prosadila se ale také jako spisovatelka, podnikatelka, aktivistka a filmařka. Součástí jejího osobního i profesního poslání je již dlouho filantropie a charitativní činnost, které mají trvalý celosvětový dopad. V roce 2010 založila Turlington neziskovou organizaci Every Mother Counts (Každá matka se počítá), která se zasazuje o to, aby každá matka měla možnost bezpečného těhotenství a porodu. Organizace podporuje programy pro zdraví matek po celém světě. Byla založena poté, co Turlington dokončila dokumentární film No Woman, No Cry (Žádná žena, žádný pláč), který pojednává o těhotných ženách a jejich zdravotní péči v Tanzanii, Bangladéši, Guatemale a ve Spojených státech. V roce 2013 režírovala dokumentární film Every Mile, Every Mother (Každá míle, každá matka), který se zabývá účastí organizace Every Mother Counts na bězích na dlouhé vzdálenosti, aby upozornila na problematickou dostupnost zdravotní péče, která ženám brání v jejím využívání.

## Dětství a mládí
Christy se narodila v Oaklandu v Kalifornii jako prostřední dcera pilota společnosti Pan Am Dwaina Turlingtona a letušky ze Salvadoru Maríi Elizabeth (rozené Parker Infante). Byla vychována v římskokatolické víře své matky a spolu se svými sestrami ji vyznávala i v dospělosti.
Objevil ji místní fotograf Dennie Cody v Miami na Floridě, kde její otec pracoval jako výcvikový kapitán pro společnost Pan Am a Christy tam jezdila na koni. Modelingu se začala věnovat od 14 let, kdy navštěvovala střední školu Monte Vista v Danville v Kalifornii, hlavně během letních prázdnin. Po dovršení 18 let se přestěhovala do New Yorku, kde se věnovala modelingu na plný úvazek, a později tam střední školu dokončila. V roce 1994 se vrátila ke studiu a v roce 1999 absolvovala s vyznamenáním Gallatinovu školu individuálního studia na Newyorské univerzitě, kde získala bakalářský titul v oboru srovnávací náboženství a východní filozofie. Ve studiu pokračovala a získala magisterský titul v oboru veřejného zdraví na Kolumbijské univerzitě.

## Profesní život

### Modeling
Modelingu se Turlington začala věnovat ve čtrnácti letech a o dva roky později podepsala smlouvu s jednou z největších světových modelingových agentur Ford Models. V 18 letech se přestěhovala do New Yorku, aby se věnovala profesionální kariéře modelky. Objevila se ve videoklipu anglické poprockové skupiny Duran Duran „Notorious“ (1986) a na obálce německého vydání předního módního časopisu Vogue (leden 1987). Ve 20 letech podepsala smlouvu jako nová tvář značky Calvin Klein (1989–2007) a následně se spolu s dalšími modelkami Naomi Campbell, Cindy Crawford, Lindou Evangelista a Tatjanou Patitz objevila na obálce britského Vogue (leden 1990). Seskupení několika topmodelek vzbudilo značnou pozornost a následně se společně objevily v písni George Michaela „Freedom! '90“. V roce 1992 podepsala Turlington smlouvu jako nová tvář značky Maybelline. V následujícím roce ji newyorské Metropolitní muzeum umění vyhlásilo „Tváří 20. století“ a vytvořilo řadu figurín s její podobiznou.
V 90. letech se objevila v dokumentárním filmu Unzipped o módním návrháři Isaacu Mizrahim a ve filmu Prêt-à-Porter režiséra Roberta Altmana, který se věnuje módě. Kromě toho se objevila v dokumentu Catwalk o jejím životě na módních molech od režiséra Roberta Leacocka.
Turlington vystupovala v reklamních kampaních pro značky Calvin Klein, Chanel, Yves Saint Laurent, Marc Jacobs, Donna Karan, Prada, Valentino, Versace, Louis Vuitton, Bally, Jason Wu, Max Mara, Escada, Michael Kors a Maybelline a na stránkách mezinárodních módních časopisů, jako jsou Vogue, Harper's Bazaar, Elle, Marie Claire, L'Officiel, Tatler, Glamour, Cosmopolitan a Allure.
Apple TV+ uvedla v roce 2023 čtyřdílný dokument The Super Models (Supermodelky), který sleduje legendy přehlídkového mola Cindy Crawford, Naomi Campbell, Lindu Evangelista a Christy Turlington, jak začínaly svou kariéru a jak nakonec ovládly svět modelingu.

V roce 2000

### Další aktivity
V roce 2000 se stala partnerkou v různých obchodních podnicích – ájurvédská řada péče o pleť Sundari, kterou v roce 2003 prodala, a řada aktivního dámského oblečení a oblečení na jógu Nuala vyráběné společností Puma.
Přispívala do Huffington Post, Canada’s Globe, Mail a britského Evening Standard a do časopisů Marie Claire, Yoga Journal a Teen Vogue. Jako hostující korespondentka se podílela také na pořadu televize NBC Today Show, kde počátkem roku 2002 informovala o stavu dívčího vzdělávání v Afghánistánu a o rozhovoru s dalajlámou v jeho domě v indické Dharamsale.
Byla také první, kdo mohl vyzkoušet hodinky Apple Watch, umožnila zdokumentovat, jak hodinky používala při tréninku na maratona a zúčastnila se tiskové konference při jejich uvedení na trh v roce 2015.

## Charitativní činnost
Po smrti otce, který v roce 1997 onemocněl rakovinou plic, se Turlington zaměřila na preventivní zdravotní péči, včetně prevence a odvykání kouření – v této oblasti spolupracovala na několika kampaních v oblasti veřejného zdraví a v roce 2002 spustila oceňované webové stránky SmokingIsUgly.com.
V roce 2003 utrpěla komplikace při porodu prvního dítěte a následně začala spolupracovat s mezinárodní humanitární organizací CARE. Zjistila, že každý rok zemře při porodu více než 500 000 žen a těmto úmrtím by se dalo z 90 % předejít při poskytnutí adekvátní zdravotní péče. V roce 2005 se stala patronkou této organizace a propaguje zdraví matek. Volbu organizaci CARE ovlivnila její matka, která CARE dlouhodobě podporuje prostřednictvím své bývalé organizace letušek World Wings.
Turlington je také ambasadorkou kampaně a značky Product Red vytvořené s cílem získávat prostředky na boj proti HIV/AIDS, tuberkulóze a malárii v afrických zemích. V květnu 2007 navštívila jménem Product Red Svazijsko, v roce 2005 Salvador a v roce 2008 Peru. V září 2010 se zúčastnila vzdělávacího turné CARE do Etiopie, aby se seznámila s programem pro snížení úmrtnosti matek.
Turlington v současné době působí v Radě pro globální zdraví Harvard Medical School, a jako poradkyně v Radě poradců děkana Harvard School of Public Health, je členkou White Ribbon Alliance for Safe Motherhood a Mother's Day Every Day.

### DokumentNo Woman, No Cry
V roce 2010 Turlington debutovala jako režisérka dokumentárním filmem No Woman, No Cry. Šedesátiminutový dokument se zaměřuje na zdravotní stav matek a popisuje čtyři příklady z Tanzanie, Bangladéše, Guatemaly a Spojených států. Film měl světovou premiéru na filmovém festivalu Tribeca 2010 ve Spojených státech a televizní premiéra byla 7. května 2011 na nové televizní stanici Oprah Winfrey Network (OWN). Za dokument získala Turlington nominaci na cenu Do Something With Style Award.

### OrganizaceEvery Mother Counts
Turlington založila neziskovou organizaci Every Mother Counts (EMC) pod vlivem své vlastní zkušenosti po porodu dcery Grace, kdy zažila potenciálně život ohrožující krvácení. Přestože se její stav rychle stabilizoval, uvědomila si, jak zásadní může být okamžitý přístup k lékařské péči. Cílem EMC je zajistit bezpečné těhotenství a porod a přístup ke kvalitní zdravotní péči pro každou matku.
Turlington absolvovala v roce 2011 svůj první newyorský maraton, který běžela s týmem EMC, aby zvýšila povědomí o zdravotním stavu matek a dětí. V roce 2013 běžela také s týmem EMC znovu newyorský maraton a štafetu Hood to Coast Relay, která je součástí jejího dokumentárního filmu Every Mile, Every Mother.

#### DokumentEvery Mile, Every Mother
Snímek zachycuje členy týmu EMC, kteří se vydávají na štafetu Hood To Coast Relay, noční závod na 200 mil napříč státem Oregon. Film sleduje modelku/režisérku a posádku v den závodu a nastiňuje paralely mezi maratonem a vzdáleností jako překážkou pro těhotné ženy po celém světě v přístupu ke zdravotní péči.

#### Charitativní hudební alba
Ve spolupráci se společností Starbucks byla vydána dvě charitativní kompilační alba, Every Mother Counts v roce 2011 a následující rok Every Mother Counts 2012. O výtěžek z prvního alba se podělily organizace CARE a Every Mother Counts, výtěžek z druhého alba byl věnován na podporu Every Mother Counts. Získané finance byly využity na podporu programů péče o zdraví matek v zemích na celém světě, kde se pěstuje káva.

## Osobní život

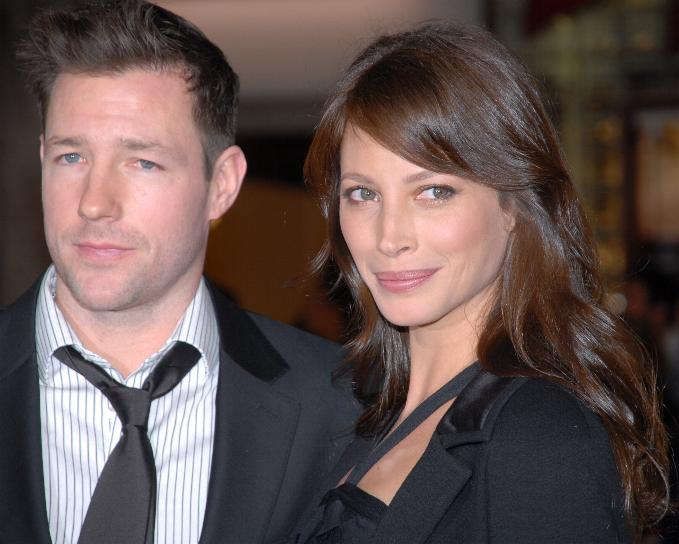
S manželem v roce 2008

Turlington začala kouřit ve 13 letech, v 16 letech kouřila krabičku denně a ve 26 letech kouřit přestala. V roce 2000 ve věku 31 let, když podstoupila vyšetření plic, aby zvýšila povědomí o nových vyšetřovacích metodách, jí byla diagnostikována rozedma plic v časném stadiu.
V roce 2000 se na večírku v Hamptons seznámila s hercem, režisérem a spisovatelem Edwardem Burnsem a koncem roku se zasnoubili. V roce 2002 se jen několik měsíců poté, co si společně koupili newyorskou nemovitost, rozhodli rozejít. Pár se poté dal znovu dohromady a v červnu 2003 se vzali. V roce 2003 se jim narodila dcera Grace a v roce 2006 syn Finn. Dcera Grace Burns již kráčí ve stopách své matky, v roce 2023 debutovala na přehlídce britského Vogue ve Florencii.
Sestra Christy Kelly je provdaná za Edwardova bratra Briana Burnse.

### Jóga
Turlington se od roku 1987 věnuje józe, včetně jejích intelektuálních a duchovních rozměrů. V roce 2001 uvedla, že jógu cvičí třikrát týdně v dopoledních hodinách. Jóga ji podle vlastních slov sblížila s katolickou vírou.
Je autorkou knihy Living Yoga: Creating A Life Practice, která poprvé vyšla v roce 2002. Kniha podává poutavý a inspirativní přehled o józe a je kombinací jejího seriózního výkladu s autorčinými osobními zážitky a vzpomínkami připomínajícími memoáry.

### Běhání
Do konce roku 2021 uběhla Turlington čtyři maratony, včetně Londýnského maratonu, kde zaběhla svůj osobní rekord 3 hodiny a 46 minut. Svůj první maraton běžela v roce 2011 v New Yorku, doposud absolvovala celkem tři newyorské maratony v letech 2011, 2013 a 2021. Součástí tréninku na londýnský maraton, který běžela roku 2015, byl půlmaratonský běh v Tanzanii. V témže roce při tréningu testovala před jejich uvedením na trh hodinky Apple Watch. Před svým prvním maratonem běhala několikrát týdně 3 až 5 mil denně.